# PlayerUnknown's Battlegrounds
PlayerUnknown's Battlegrounds, comunemente abbreviato in PUBG, è un gioco sviluppato e pubblicato da Bluehole per Microsoft Windows. Basato sul genere Battle royale, nasce come mod di ArmA II prima di avere uno sviluppo indipendente sotto la direzione di Brendan Greene.
In data 27 agosto 2017, PUBG ha superato Dota 2 di Valve Corporation in numero di giocatori contemporanei, diventando il gioco più giocato su Steam. Il 29 dicembre 2017 il gioco supera il record di 3 milioni di giocatori simultanei.
Dal 12 gennaio 2022, PUBG diventa un gioco Free to Play, scaricabile e giocabile quindi gratuitamente sui diversi supporti (PC, PS4, PS5, Xbox One, Xbox Serie X/S e Google Stadia).
Su console quindi non sono più necessari gli abbonamenti di PS Plus e Xbox Live Gold, anche se, per giocare le partite classificate, rimane obbligatorio l'acquisto del pacchetto Battleground Plus. I giocatori in possesso del gioco da prima che questo diventasse Free to play riceveranno il Battleground Plus a costo zero.

## Modalità di gioco
PlayerUnknown's Battlegrounds è un videogioco Battle Royale, una tipologia di gioco dove fino a 100 giocatori combattono in un'ampia arena per rimanere gli ultimi in vita. Si può scegliere di giocare da soli, in due e anche in quattro.
Ogni partita inizia con i giocatori che si devono paracadutare da un aereo in una mappa grande approssimativamente 8 x 8 km. La traiettoria di volo dell'aereo varia da partita a partita, ciò porta i giocatori a dover determinare rapidamente il punto di caduta e quando espellere il paracadute. I giocatori partono senza nessun attrezzo né arma, solo con alcuni capi di abbigliamento selezionabili nel menù di gioco e sono un fattore puramente estetico. Una volta atterrati, i giocatori vanno in cerca di case o edifici nelle quali possono trovare armi, attrezzature, munizioni, armature e veicoli. Questi elementi sono disposti tramite un algoritmo di generazione procedurale dall'inizio alla fine della partita, con oggetti migliori posti in zone più rischiose della mappa. I giocatori uccisi lasciano una cassa; al suo interno è presente l'equipaggiamento del morto, saccheggiabile. I giocatori hanno la possibilità di giocare in prima o terza persona, ciascuno con i propri svantaggi e vantaggi durante le fasi di combattimento ed esplorazione.
Ogni pochi minuti la mappa inizia a ridursi verso una posizione casuale; qualsiasi giocatore al di fuori della zona sicura (safe zone) di forma circolare, subisce danni in modo incrementale fino a morire se non torna in tempo nella zona di sicurezza. Ciò si traduce in uno spazio di gioco sempre più piccolo, aumentando la possibilità di incontro tra i giocatori superstiti. Durante il corso della partita, delle regioni casuali della mappa sono evidenziate in rosso e bombardate dall'alto, diventando una minaccia per i giocatori presenti al suo interno. In entrambi i casi (restringimento della mappa e bombardamento) i giocatori sono avvertiti qualche minuto prima, dando loro tempo di trasferirsi in sicurezza. Nel corso della partita un aereo sorvolerà la mappa di gioco e in luoghi casuali lascerà cadere una cassa contenente oggetti speciali che in genere non sono ottenibili se non in questo modo. Queste casse una volta cadute a terra emettono del fumo rosso, diventando così visibili e rintracciabili dai giocatori inducendoli ad ulteriori confronti tra di loro. In media una partita completa non supera i 30 minuti.
Al termine di ogni partita i giocatori ricevono della valuta di gioco in base a quanti giocatori hanno ucciso, a quanto tempo sono sopravvissuti e a quanti danni hanno inflitto e curato. La valuta viene utilizzata per acquistare casse contenenti articoli puramente estetici per la personalizzazione del personaggio.
Una nuova modalità è stata aggiunta nel marzo 2018. Essa comporta una possibilità di creare squadre più grandi o la modifica della distribuzioni delle armi e attrezzature nella mappa di gioco.

## Sviluppo
Il capo designer Brendan Greene aveva precedentemente creato la mod DayZ: Battle Royale, una variante della mod DayZ per ARMA II e ispirata al film omonimo del 2000. Al momento della creazione di DayZ: BattleRoyale Greene, nato in Irlanda, visse in Brasile per alcuni anni facendo il fotografo, il grafico e il web designer. Durante il suo soggiorno ha giocato a videogiochi come Delta Force: Black Hawk Down e America's Army. La mod di DayZ ha attirato il suo interesse, sia per la sua elevata simulazione militare sia per il suo gameplay aperto; Greene ha iniziato a giocare in un server privato, imparando a programmare nel mentre. Notò che la maggior parte degli sparatutto in prima persona fosse ripetitiva, considerando le mappe piccole e facili da memorizzare. Greene voleva creare qualcosa con più aspetti casuali in modo che i giocatori non sapessero cosa aspettarsi, creando un alto livello di rigiocabilità: ciò è stato applicato creando mappe più grandi che non potevano essere facilmente memorizzabili e oggetti posizionati in modo casuali in esse. Le prime versioni della mod furono ispirate ai romanzi di Hunger Games, in cui i giocatori avrebbero cercato di competere per le armi e le attrezzature nella posizione centrale, ma si allontanò da questa idea per dare una possibilità più elevata di sopravvivenza per i giocatori e per evitare problemi di copyright con i romanzi. Prendendo ispirazione dal film Battle Royale, Green voleva usare aree quadrate come spazi di gioco, però la sua inesperienza della codifica lo portò a creare aree circolari, che persistono in Battlegrounds.
La Sony Online Entertainment (ora chiamata Daybreak Game Company) si interessò al lavoro di Greene e lo prese come consulente per sviluppare H1Z1, dando a lui la licenza dell'idea battle royale. Nel febbraio 2016, Sony Online divise H1Z1 in due giochi separati: la modalità sopravvivenza H1Z1: Just Survive e la modalità battle royale H1Z1: King of the Kill. Nello stesso periodo Greene finì il suo periodo da consulente.
Separatamente, lo studio Ginno Games di Seoul diretto da Chang-han Kim che ha sviluppato massively multiplayer online games (MMO) per personal computers, è stato acquistato dalla Bluehole e ribattezzato Bluehole Ginno Games. nel gennaio 2015. Kim riconobbe che produrre e pubblicare un gioco di successo nella Corea del Sud equivarrebbe a farlo diventare famoso in scala internazionale. Voleva usare il suo team per creare un titolo di successo per personal computer seguendo lo stesso modello dei giochi sviluppato precedentemente dalla Bluehole. Era entusiasta di creare un gioco battle royale dopo aver giocato a DayZ, anche se la tipologia di gioco non aveva riscosso molto successo in Corea del Sud. Voleva anche svilupparlo attraverso un'alpha e avere un programma di sviluppo molto limitato per ottenere il gioco il più rapidamente possibile. Nella sua ricerca di giochi in fase di sviluppo, si imbatté nella mod di Greene e lo contattò.
Nello stesso periodo in cui Greene lasciò la Sony Online, Kim lo contattò e gli offrì l'opportunità di lavorare su un nuovo concetto di battle royale. Nel giro di una settimana, Greene volò a Seoul nel quartier generale della Bluehole per discutere delle opzioni e, un paio di settimane dopo, divenne direttore creativo della Bluehole. Si trasferì a Seoul per sovraintendere allo sviluppo. Secondo Greene, questa era la prima volta che uno studio di gioco coreano aveva assunto uno straniero per il ruolo di direttore creativo, e affermò che il suo rapporto con lo studio Bluehole era forte, portando il team a sviluppare il gioco in modo autonomo e con una supervisione minima.
Lo sviluppo è iniziato all'inizio del 2016 ed è stato annunciato pubblicamente a giugno, con l'intenzione di far sì che il gioco fosse pronto entro un anno. Bluehole iniziò con un team di circa 35 sviluppatori che supportarono il lavoro di Greene, aumentando a 70 nel giugno 2017. Greene afferma che molti di questi sviluppatori lavoravano volontariamente oltre l'orario di lavoro standard a causa della loro dedizione e passione al progetto, non per ordini di Greene o della direzione Bluehole.
Con la rapida crescita dell'interesse per il gioco, la Bluehole ha trasferito l'intero sviluppo del gioco alla Bluehole Ginno Games, soprannominata successivamente PUBG Corporation con Kim come capo esecutivo d'ufficio. PUBG Corporation continuò lo sviluppo del gioco e il suo marketing in crescita, aprendo uno studio negli Stati Uniti e con progetti di aprirne uno in Europa e uno in Giappone.
Nel 2018, Bluehole ha creato Krafton come la società principale che avrebbe raggruppato i suoi studi e nel 2020, PUBG Corporation ha cambiato nome in "PUBG Studios".

### Design
Battlegrounds rappresenta la versione indipendente di ciò che Greene crede sia la versione finale del concetto battle royale, incorporando elementi che aveva disegnato nelle precedenti iterazioni. Uno sviluppo più rapido rispetto ad ARMA e H1Z1 è stato grazie al motore di gioco Unreal Engine 4, che al contrario dei rivali non è proprio. Greene ha riconosciuto che l'implementazione della grandezza delle mappe di gioco è stato un problema difficile da superare, essendo il motore Unreal Engine 4 non pensato per progettare tali mappe. Il gioco è stato progettato unendo la simulazione realistica di ARMA III e il focus di azione, arcade e accessibilità del giocatore in H1Z1.
Sulla base dell'esperienza di Greene con il genere, un'isola con una morfologia del territorio complessa è stata scelta come mappa di gioco, nota con il nome di "Erangel". Lo scopo del design della mappa era offrire ai giocatori svariate opzioni possibili per un gameplay strategico e unico. Alcuni edifici e strutture furono disegnate sulla base degli edifici dell'Unione Sovietica durante gli anni '50. Il team di sviluppo ha testato (giocando) le funzionalità di architettura e i sistemi di posizionamento degli oggetti casuali, esaminando il modo in cui avvengono gli incontri ravvicinati e quelli in aree aperte. L'obiettivo era quello di ottimizzare la giusta distribuzione e il posizionamento di armi e attrezzature sulla mappa, per incoraggiare i giocatori a prendere decisioni strategiche su come procedere nel gioco senza penalizzare eccessivamente i giocatori che potrebbero non trovare armi entro i primi minuti di un round. Durante l'accesso anticipato, furono progettate mappe aggiuntive, come una serie su un'isola immaginaria nel mare Adriatico che includeva territori jugoslavi coperti di neve.
La caduta libera da un aereo all'inizio di ogni partita è stata una nuova caratteristica del genere, per incoraggiare la strategia del fare gruppo con il proprio team oppure del cercare il proprio percorso per una migliore possibilità di trovare un buon bottino.  Con l'aggiunta del lancio del paracadute, Greene ha considerato PUBG come tre sotto-giochi distinti: il salto, per il quale si deve calcolare rapidamente il momento migliore per buttarsi e dove atterrare in relazione agli altri giocatori, il periodo di ricerca del bottino, durante il quale è necessario sapere dove e come raccogliere le migliori attrezzature e il gioco di combattimento contro gli altri giocatori.  I giocatori che vincono una partita vengono salutati con la frase "winner winner chicken dinner" (lett. vincitore vincitore cena di pollo!), un idioma che Greene aveva usato nei suoi precedenti giochi di battaglia e conservato in PUBG, che aveva origini già dalla Grande Depressione.
Le funzionalità che Greene prevede di aggiungere includono la personalizzazione del gioco con il supporto per il modding. Egli considera il supporto al modding una parte essenziale della versione completa poiché, proprio come ha fatto lui, vuole consentire ad altri di creare variazioni al suo gioco in modo che si possa "trovare il prossimo PlayerUnknown".  Prevede inoltre di introdurre microtransazioni per consentire ai giocatori di utilizzare fondi reali per l'acquisto di casse di bottino che forniscono oggetti estetici distribuiti a caso, noti anche come "skin" che si possono scambiare con altri giocatori; mentre Greene riconosce il problema con il gioco d'azzardo delle "skin", crede che Valve metterà in atto misure di salvaguardia per sostenere una "economia delle skin" che fornirà ulteriori guadagni senza preoccupazioni sul gioco d'azzardo.
In seguito alle polemiche, a novembre 2017, sull'uso di casse bottino per offrire articoli "pay-to-win" in altri giochi, la PUBG Corporation ha affermato che mentre continueranno ad aggiungere nuovi articoli estetici premiati con acquisti di casse in-game, essi "non aggiungeranno mai nulla che influisca sul gameplay".
L'intero sistema di micro-transazioni non dovrebbe essere pubblicato fino a quando il gioco non uscirà dall'accesso anticipato. Greene prevede di aggiungere una modalità campagna con il supporto del gioco cooperativo, anche se non ci sarebbe "nessuna storia seria" creata per la narrativa, confrontandola con la modalità simile in Watch Dogs.
Per prevenire il cheating (l'uso di programmi alternativi finalizzati ad imbrogliare durante il gioco), PUBG utilizza il software anti-cheat "BattlEye", che ha vietato l'accesso al gioco a più di 6.000 giocatori nell'ottobre 2017 e oltre 2,5 milioni all'inizio del 2018, con oltre un milione nel solo gennaio.  Nel dicembre 2017, BattlEye ha indicato che il 99% delle cheat sono state fatte in Cina.

## Pubblicazione
Il gioco è stato distribuito il 23 marzo 2017 sulla piattaforma Steam, in modalità early access: lo sviluppo del gioco avviene anche attraverso i feedback dei giocatori, soprattutto streamers.
Il 19 marzo 2018 è uscita la versione mobile del gioco per iOS e Android, chiamata PUBG mobile.
Il gioco è stato pubblicato su Xbox One il 4 settembre 2018. 
Il 7 dicembre 2018, dopo la scadenza del contratto di esclusività stretto da Microsoft, il gioco è uscito anche su PlayStation 4.

## Accoglienza

### Vendite
Il gioco ha fruttato 11 milioni di dollari nei primi tre giorni della sua versione iniziale per Windows. Nella seconda settimana di aprile 2017, il gioco ha raggiunto gli 890.000 giocatori registrati.SuperData Research ha stimato che le vendite di aprile hanno superato i 34 milioni di dollari, ponendola tra le migliori 10 del mese superando Overwatch e Counter-Strike: Global Offensive. A maggio 2017, il gioco aveva venduto oltre due milioni di copie, fruttando 60 milioni di dollari. Entro i tre mesi di lancio del gioco, aveva superato le 5 milioni di copie vendute e Bluehole ha annunciato di aver superato i 100 milioni di dollari di ricavi. PUBG ha raggiunto il valore di quattro milioni di dollari più velocemente di Minecraft, che ha impiegato più di un anno per raggiungere simili cifre.
Nel dicembre 2017 PUBG conta 30 milioni di giocatori in tutto il mondo, tra le versioni Windows e Xbox. Secondo SuperData le entrate nella fine del 2017 sono state di circa 712 milioni di dollari.
Nel febbraio 2018 il gioco aveva venduto più di 30 milioni di copie su Steam. Il mese seguente Gabe Newell dichiarò che PUBG era il terzo gioco di maggior incasso di tutti i tempi.